# Somma connessa
La somma connessa è un'operazione eseguita in matematica, e più precisamente in geometria, per creare una nuova varietà a partire da due varietà date. Le varietà date sono topologiche o differenziabili.
In modo analogo è definita anche la somma connessa fra nodi, un'operazione che costruisce un nodo a partire da due nodi dati.
A dispetto del nome scelto, le operazioni di somma connessa hanno spesso delle analogie con l'operazione di moltiplicazione fra numeri interi. In particolare, per le varietà di dimensione 2 e 3, e per i nodi, vi sono dei teoremi che, analogamente a quanto enunciato nel teorema fondamentale dell'aritmetica, sostengono che ogni varietà/nodo si ottiene in modo unico come somma connessa di alcune varietà indecomponibili, chiamate prime in analogia con i numeri primi. Non esistono però teoremi di questo tipo in dimensione 4 o superiore.

## Somma connessa fra varietà

La somma connessa di due superfici: si rimuovono le parti interne di due dischi, e si incollano le due circonferenze rimanenti. Il risultato di questa operazione è una nuova superficie.

### Definizione
Siano {\displaystyle M} e {\displaystyle N} due varietà topologiche della stessa dimensione {\displaystyle n}. Siano {\displaystyle B_{M}} e {\displaystyle B_{N}} due aperti rispettivamente in {\displaystyle M} e {\displaystyle N}, le cui chiusure sono entrambe omeomorfe al disco chiuso {\displaystyle n}-dimensionale
{\displaystyle D^{n}=\{x\in \mathbb {R} ^{n}\ |\ |x|\leqslant 1\}.}
Quindi {\displaystyle B_{M}}e {\displaystyle B_{N}} sono entrambe omeomorfe alla palla aperta
{\displaystyle B^{n}=\{x\in \mathbb {R} ^{n}\ |\ |x|<1\}}
e il loro bordo è omeomorfo alla sfera {\displaystyle (n-1)}-dimensionale
{\displaystyle S^{n-1}=\{x\in \mathbb {R} ^{n}\ |\ |x|=1\}.}
Sia quindi {\displaystyle \psi } un fissato omeomorfismo
{\displaystyle \psi :\partial B_{N}\to \partial B_{M}.}
La somma connessa di {\displaystyle M} e {\displaystyle N} è quindi definita come lo spazio che si ottiene rimuovendo le due palle aperte da {\displaystyle M} e {\displaystyle N} e incollando successivamente i nuovi bordi sferici tramite la mappa {\displaystyle \psi }. Questo nuovo spazio viene indicato con {\displaystyle M}#{\displaystyle N} ed è anch'esso una varietà {\displaystyle n}-dimensionale. Formalmente:
{\displaystyle M\#N={\frac {(M-B_{M})\sqcup (N-B_{N})}{\sim }}}
dove {\displaystyle \sim } è la relazione di equivalenza che identifica ogni {\displaystyle x} in {\displaystyle \partial B_{M}} con l'immagine {\displaystyle \psi (x)} in {\displaystyle B_{N}}.

### Dipendenza dalle scelte fatte
La varietà ottenuta {\displaystyle M}#{\displaystyle N} dipende dalla scelta degli aperti {\displaystyle B_{M},B_{N}} e dall'omeomorfismo {\displaystyle \psi }. Se però le varietà {\displaystyle M,N} sono differenziabili, e ogni omeomorfismo nella definizione è in verità un diffeomorfismo, la scelta degli aperti non influisce nel risultato.
D'altro canto, se l'omeomorfismo {\displaystyle \psi } è sostituito con un altro omeomorfismo {\displaystyle \psi '} omotopo a {\displaystyle \psi } il risultato non cambia. A meno di omotopia, vi sono solo 2 omeomorfismi di {\displaystyle S^{n-1}} in sé: quello che mantiene l'orientazione della sfera e quello che la inverte. Quindi ci sono solo due possibili risultati.
Quindi se le varietà sono differenziabili la somma connessa {\displaystyle M}#{\displaystyle N} dipende soltanto dall'orientazione della mappa d'incollamento {\displaystyle \psi }. In alcuni casi (ad esempio, per le superfici), anche l'orientazione della mappa è ininfluente.
Per molte varietà di dimensione maggiore l'orientazione della mappa è però determinante, e generalmente si adotta un piccolo "trucco" per eliminare anche quest'ultimo fattore di arbitrarietà. Innanzitutto, questo può essere presente solo se entrambe {\displaystyle M}e {\displaystyle N} sono orientabili. Al fine di scegliere a priori uno dei due incollamenti, in questo caso si suppone che {\displaystyle M}e {\displaystyle N} siano orientate: l'orientazione delle varietà induce un'orientazione nelle sfere che andranno identificate, e nell'operazione si decide di incollare queste tramite una mappa che inverta l'orientazione, in modo da ottenere una nuova varietà orientata {\displaystyle M}#{\displaystyle N} in modo concorde alle orientazioni precedenti.

### Proprietà
La somma connessa per varietà differenziabili si comporta in modo simile alla moltiplicazione fra numeri interi, e questa similitudine è più marcata nelle dimensioni 2 e 3.

#### Dimensione qualsiasi
In qualsiasi dimensione {\displaystyle n}, l'operazione di somma connessa è commutativa e associativa. Inoltre la sfera {\displaystyle S^{n}} è un elemento neutro per l'operazione #: 
{\displaystyle M\#S^{n}=S^{n}\#M=M.}
Infatti effettuare una somma connessa con una sfera equivale a togliere un aperto omeomorfo a una palla, e reinserirne un altro, lasciando quindi invariata la varietà.

#### Dimensioni 2 e 3
In dimensione 2 e 3 l'analogia con i numeri interi si spinge oltre: esiste infatti un analogo del teorema fondamentale dell'aritmetica, che asserisce che ogni numero intero si fattorizza in modo unico come prodotto di numeri primi. Una varietà differenziabile {\displaystyle M} è prima se non è ottenibile come somma connessa
{\displaystyle M=N\#N'}
dove entrambi i fattori {\displaystyle N} e {\displaystyle N'} sono diversi da {\displaystyle S^{n}}. La classificazione delle superfici e il teorema di Kneser-Milnor sostengono rispettivamente che ogni 2- o 3-varietà {\displaystyle M} orientabile compatta è ottenibile in modo unico come prodotto di varietà prime:
{\displaystyle M=N_{1}\#N_{2}\#\ldots \#M_{k}.}
In dimensione 2, le varietà prime orientabili e compatte sono la sfera e il toro. In dimensione 3, le 3-varietà prime sono infinite e non sono ancora state classificate in modo soddisfacente. Non esiste un teorema analogo per le varietà di dimensione 4 o superiore.

### Somma connessa al bordo

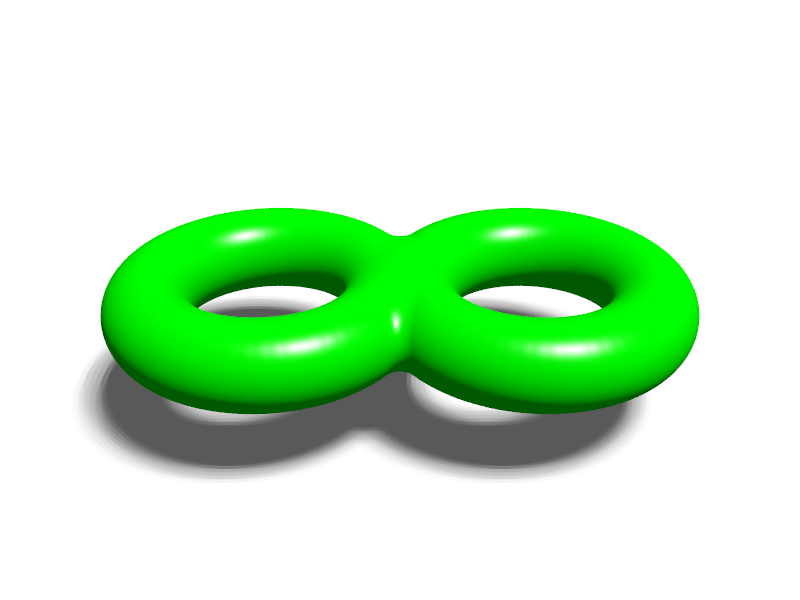
Il corpo con manici di genere due è la somma connessa al bordo di due tori solidi

Esiste una versione di somma connessa al bordo per varietà con bordo {\displaystyle M} e {\displaystyle M'} della stessa dimensione {\displaystyle n}. Consiste nello scegliere due dischi {\displaystyle (n-1)}-dimensionali 
{\displaystyle D\subset \partial M,\quad D'\subset \partial M'}
e nell'incollarli tramite un omeomorfismo {\displaystyle f:D\to D'}.
Il risultato è una nuova varietà con bordo, che dipende soltanto dalle componenti connesse di {\displaystyle \partial M} e {\displaystyle \partial M'} contenenti i dischi. Ad esempio, un corpo con manici è ottenuto tramite somma connessa al bordo di più tori solidi.

## Somma connessa fra nodi

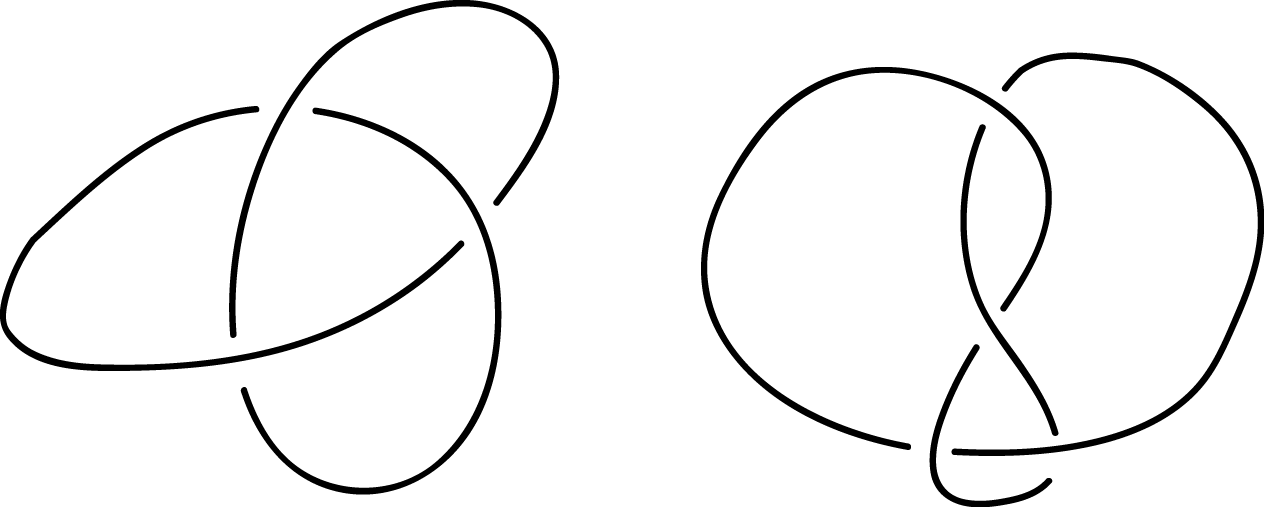
Si disegnano due diagrammi dei nodi

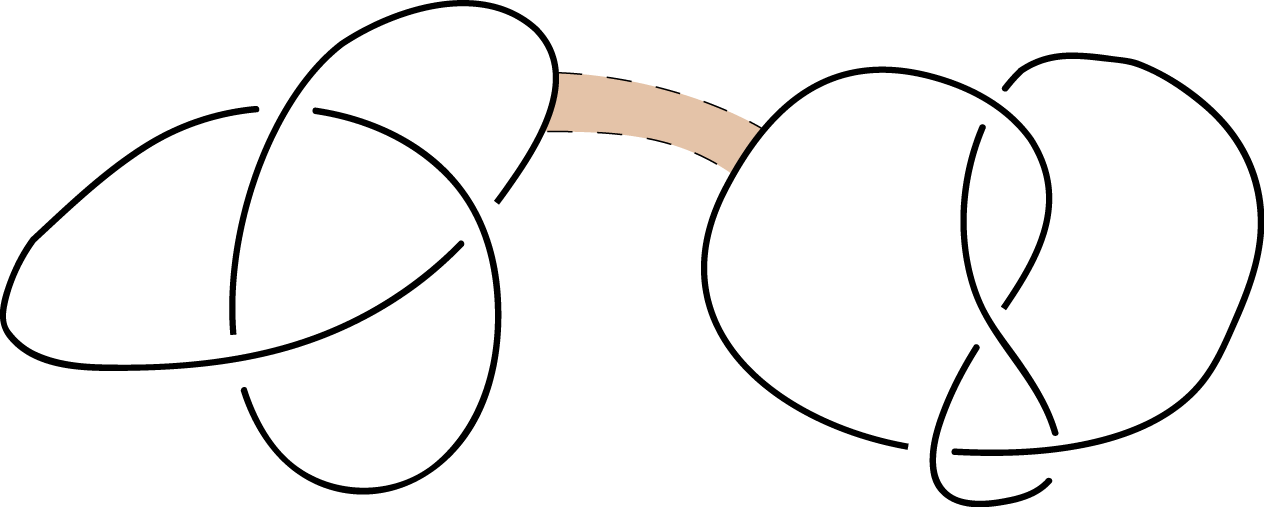
Si sceglie un "nastro" che colleghi i due nodi

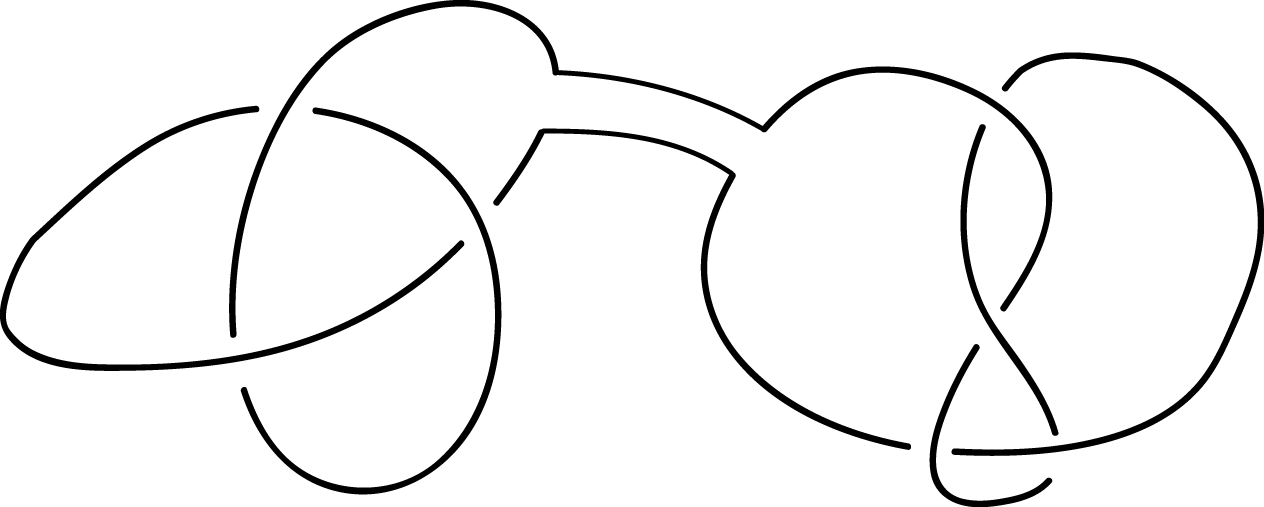
Si modifica la figura lungo il nastro, creando un unico nodo

### Definizione
La somma connessa fra nodi è un'operazione analoga, che presenta alcune analogie con la somma connessa fra varietà. Consiste nella costruzione di un nodo a partire da due nodi dati, come mostrato nell'esempio in figura.
Come per le varietà, questa operazione non dipende dal tipo di diagramma scelto per rappresentare i nodi, né dalla "striscia" scelta su cui operare la somma connessa. La somma connessa di due nodi {\displaystyle K} e {\displaystyle H} si indica con {\displaystyle K}#{\displaystyle H}.

### Proprietà
L'operazione di somma connessa è commutativa e associativa. Il nodo banale {\displaystyle O} è l'elemento neutro dell'operazione, ovvero
{\displaystyle O\#K=K\#O=K}
per ogni altro nodo {\displaystyle K}. Come per le 2- e 3-varietà, esiste un Teorema di fattorizzazione in nodi primi. Un nodo {\displaystyle K} è primo se non è ottenibile come somma connessa
{\displaystyle K=K'\#K''}
di due nodi non banali. Il teorema di fattorizzazione asserisce che ogni nodo {\displaystyle K} è ottenibile in modo unico come somma connessa di numeri primi
{\displaystyle K=K_{1}\#\ldots K_{h}.}
Come i numeri primi, i nodi primi sono quindi i "mattoni" della teoria dei nodi, ed è a loro che è rivolta generalmente maggiore attenzione.